# 사업소세
사업소세(事業所稅)는 도시 등의 환경개선 및 정비에 필요한 비용에 충당하기 위하여 당해 지역 내에 사업소를 둔 자로부터 징수하는 시·군·구의 목적세이다. 사업소세는 환경개선 및 정비에 필요한 비용에 충당하기 위하여 시·군내에 사업소(매년 7월 1일 현재 1년이상 휴업하고 있는 사업소를 제외한다)를 둔 자(이하 "사업주"라 한다)로서 다음 각호에 게기하는 자에게 부과한다.

## 노동조합에 대한 사업소세 과세 사건
노동조합에 대한 사업소세 과세 사건은 지방세법 제245조의2 제1항 위헌소원으로 기본권관련 대한민국의 중요 헌법재판소 판례이다.

### 사실관계
청구인은 노동조합으로 사무실을 임차하여 사용하고 있는데, 구청장이 청구인에게 지방세인 사업소세를 부과하자 행정법원에 과세처분의 취소소송을 제기하면서 "지방세법 제245조의 제1항이 노동조합을 사업소세 비과세 대상으로 규정하지 아니한 것은 근로의 권리 및 근로3권, 평등원칙을 위반한다면 헌법소원심판을 청구하였다.

### 합헌=
전원일치

### 이유

#### 헌법 제32조 제1항 근로의 권리 위반 여부
헌법 제32조 1항이 규정한 근로의 권리는 근로자를 개인의 차원에서 보호하기 위한 권리로서 개인인 근로자가 그 주체가 되는 것이고 노동조합은 주체가 될 수 없다. 이 법률조항이 노동조합을 비과세 대상으로 규정하지 않았다고 해서 헌법 제32조 1항의 근로의 권리에 반한다고 볼 수 없다.

#### 헌법 제33조 제1항 근로 3권 위반 여부
근로 3권은 근로자들의 집단적 활동을 보장하기 위한 권리로서, 개인인 근로자뿐 아니라 단결체인 노동조합도 근로 3권의 주체가 된다. 헌법재판소는 근로 3권의 법적 성격에 관하여 '자유권적 기본권으로서의 성격보다는 생존권 내지 사회권적 기본권으로서의 측면이 보다 강하고 '사회적 보호기능을 담당하는 자유권 또는 사회권적 성격을 띤 자유권이라고 하여, 자유권적 기본권으로서의 성격과 사회권적 기본권으로서의 성격을 모두 포함하는 것으로 파악하고 있다.

#### 헌법 제33조 제1항으로부터 발생하는 국가의 의무
근로 3권이 제대로 보호되기 위해서는 근로자의 권리행사의 실질적 조건을 형성하고 유지해야 할 국가의 적극적인 활동 즉 적절한 입법조치를 필요로 한/ 그러나 노동조합이 비과세 혜택을 받을 권리는 근로3권을 규정한 헌법 제33조1항이 당연히 예상한 권리의 내용에 포함된다고 보기 어려우며, 이 헌법조항으로 국가의 조세법규범 정비의무가 발생한다고 보기도 어렵다. 사업소세의 비과세 대상을 규정하고 있는 이 법률조항은 공익적 성격을 지닌 사업체에 대해 세제상의 혜택을 주기 위한 목적으로 제정된 것이다.

#### 평등원칙 위반 여부
비과세대상을 한정하면서 노동조합을 이에 포함시키지 않았더라도 이는 입법자에게 주어진 합리적 재량의 범위 내의 것으로 보이므로 평등원칙에 위반된다고 보기 어렵다.

## 참고 문헌
- 헌법재판소 판례 2009.2.26. 2007헌바27
- p 533~ 535, 정회철, 최근 5년 중요헌법판례,윌비스, 2014.
- 노조사무실 사업소세 부과 지방세법 규정은 합헌 법률신문 2009-03-05  보관됨 2016-03-05 - 웨이백 머신

## 같이 보기
- 대한민국 헌법 제32조
- 대한민국 헌법 제33조